# Stocafi
Stocafi je tradiční jídlo Monaka, jedná se o pokrm ze sušené tresky, která se vaří v červeném víně a marinuje v rajské omáčce ochucené velkým množstvím česneku, cibule, kapar, bobkového listu a bylinkami. Před přípravou se treska nechává odležet v omáčce 24 hodin, což ji dodává intenzivní chuť. 
Stocafi se podává s nakrájenou pažitkou, černými olivami, vařenými bramborami, křupavým chlebem nebo polentou. 
Původně se pokrm Stocafi jedl jako jídlo pro rybáře, protože sušená treska byla snadno uchovatelná a dostupná i v odlehlých oblastech. Dnes si ho lidé vychutnávají především při zvláštních příležitostech a svátcích.
Tento pokrm odráží tradiční středomořskou kuchyni, která klade důraz na jednoduchost, kvalitní suroviny a hluboké chutě.